# 맷 L. 존스
매슈 리 존스(영어: Matthew Lee Jones, 1981년 11월 1일~)는 맷 존스(Matt Jones)로 활동하는 미국의 배우, 희극인이다. 범죄 드라마 《브레이킹 배드》(2008-13)에서 브랜던 "배저" 메이휴 역할을 맡은 것으로 유명하다.

## 출연 작품

### 영화
- 더 보이 (2019)

### 텔레비전
- 브레이킹 배드 (2008-13)